# Virtude dianoética
Virtude dianoética (do grego διανοια, razão), ou virtude intelectual, é a virtude que, para Aristóteles, está ligada à racionalidade humana. Está dividida em duas:
Sabedoria (sophia)
Ligada ao imutável, divino, metafísico. É o conhecimento teórico.
Discernimento (phrónesis)
Ligada à capacidade de escolher com justiça e de modo adequado. É o conhecimento prático.